# N876 (België)
De N876 is een gewestweg in de Belgische provincie Luxemburg. Deze weg vormt de verbinding tussen Mormont en Pont d'Érezée.
De totale lengte van de N876 bedraagt ongeveer 7 kilometer.

## Plaatsen langs de N876
- Mormont
- Fanzel
- Pont d'Érezée